# Фува, Сэй
Сэй Фува (яп. 不破整 Фува Сэй,  2 июля 1915, Токио, Японская империя — не позднее 2004) — японский футболист, вратарь. Участник Летних Олимпийских игр 1936 года.

## Биография
Сэй получал школьное образование в токийской средней школе № 5 (ныне — средняя школа Койсикава) и старшей школе Васэда. Затем он поступил в университет Васэда и начал выступления за студенческую футбольную команду. В апреле 1936 года Сэй был включён в состав сборной Японии на Летние Олимпийские игры в Берлине. На этом турнире основным вратарём национальной команды был Рихэй Сано, а Сэй все матчи провёл на скамейке запасных. В 1938 году Сэй в составе университетского коллектива стал обладателем Кубка императора, а в 1939 году дошёл до финала турнира.
Весной 1941 года Сэй был призван в японскую императорскую армию. Службу он проходил в Маньчжурии. Сэй умер не позднее 2004 года, точная дата смерти неизвестна. В 2016 году Сэй и его партнёры по олимпийской сборной были включены в Зал славы японского футбола.
Мато Фува, отец Сэя, был исполнительным директором компании Nippon Dentsu Tsushinsha (ныне — Dentsu). Старший брат футболиста Кацу погиб в провинции Шаньдун в июне 1941 года.

## Достижения
«Университет Васэда»
- Обладатель Кубка императора (1): 1938